# Reggenza di Paser
La reggenza di Paser (in indonesiano: Kabupaten Paser) è una reggenza dell'Indonesia, situata nella provincia di Kalimantan Orientale.